# Martin-Michael Passauer
Martin-Michael Passauer (* 20. Januar 1943 in Angerapp, Ostpreußen) ist ein deutscher evangelischer Theologe. Er war langjähriger Generalsuperintendent des Sprengels Berlin der Evangelischen Kirche Berlin-Brandenburg-schlesische Oberlausitz (EKBO).

## Leben und Wirken
Geboren als Sohn des ostpreußischen Pfarrers Helmut Passauer wuchs Martin-Michael Passauer nach dem Krieg in Brandenburg an der Havel auf. Weil er – aus politischen Gründen – nicht zur Erweiterten Oberschule (EOS) zugelassen wurde, besuchte er ab 1957 das Evangelische Gymnasium in West-Berlin und setzte nach Schließung der Grenze und dem Bau der Berliner Mauer im August 1961 die Ausbildung im Kirchlichen Oberseminar in Potsdam-Hermannswerder fort.
1962 nahm Passauer in Greifswald das Studium der Theologie auf und setzte es 1964 in Berlin fort. Im Jahre 1967 absolvierte er das Vikariat in Bad Wilsnack in der Prignitz und besuchte von 1968 bis 1969 das Predigerseminar in Brandenburg an der Havel.
Seine erste Pfarrstelle übernahm Martin-Michael Passauer in Berlin-Weißensee, wo er in der Jugendarbeit und integrativen Gemeindearbeit seine Arbeitsschwerpunkte setzte. 1975 und 1976 war er amtierender Superintendent, bevor er zum ersten hauptamtlichen Stadtjugendpfarrer für Ost-Berlin ernannt wurde. In diesem Amt beteiligte er sich aktiv an der kirchlichen Friedensbewegung und in der „Offenen Arbeit“, wozu die Organisation von Stadtjugendsonntagen, Bluesmessen, Friedenswerkstätten und -seminaren gehörte, so auch die Mitverantwortung für den Olof-Palme-Friedensmarsch.
Im Jahre 1984 übernahm Passauer eine Pfarrstelle an der Berliner Sophienkirche in Berlin-Mitte und wurde von 1988 bis 1990 persönlicher Referent von Bischof Gottfried Forck der Evangelischen Kirche Berlin-Brandenburg – Region Ost. Passauer beteiligte sich an der Organisation des Protests oppositioneller und kirchlicher Gruppen gegen die Fälschungen der Kommunalwahlen in der DDR 1989 und wurde im November 1989 Mitglied der Kommission zur Untersuchung der Stasi-Übergriffe auf die Demonstranten vor der Berliner Gethsemanekirche vom 7. bis 9. Oktober 1989.
Zusätzlich zu seinem Pfarrdienst an der Sophienkirche übernahm Martin-Michael Passauer 1992 das Amt des Superintendenten für den Kirchenkreis Berlin-Stadt III (Region Mitte und Prenzlauer Berg) und erhielt 1996 die Berufung zum Generalsuperintendenten des Sprengels Berlin der Evangelischen Kirche Berlin-Brandenburg.
Passauer trat im Mai 2008 in den Ruhestand. Sein Nachfolger im Amt des Generalsuperintendenten wurde Ralf Meister.

## Sonstige Funktionen
- Mitglied der Synode der Evangelischen Kirche Berlin-Brandenburg-schlesische Oberlausitz
- Mitglied der Synode der Evangelischen Kirche der Union
- Mitglied der Synode des Bundes der Evangelischen Kirchen in der DDR
- Mitglied der Konferenz der evangelischen Kirchenleitungen
- Mitglied der Enquete-Kommission des Deutschen Bundestages zur „Aufarbeitung von Geschichte und Folgen der SED-Diktatur in Deutschland“
- Schirmherr des Vereins für Kultur- und Jugendarbeit in Berlin e. V.[2]

## Auszeichnungen
- 1991: Verdienstorden des Landes Berlin
- 16. November 2009: Verdienstkreuz am Bande der Bundesrepublik Deutschland